# Třída Ting-jüan
Třída Ting-jüan (čínsky pchin-jinem Dìngyǔan, znaky zjednodušené 定远, tradiční 定遠) byla třída dvou obrněných válečných lodí postavených pro čínské Severní loďstvo v 80. letech 19. století v německé loděnici AG Vulcan Stettin. Jednalo se o lodě Ting-jüan a Čen-jüan. Byly to první lodě této velikosti postavené pro jakoukoliv z čínských flot. Původně se počítalo s tím, že třída bude zahrnovat dvanáct jednotek, objednány však byly pouze dvě, přičemž místo třetí jednotky byl objednán chráněný křižník Ťi-jüan.
Během čínsko-francouzské války jim bylo zabráněno v plavbě do Číny a do boje tak byly poprvé nasazeny až 17. září 1894 v bitvě u řeky Jalu v první čínsko-japonské válce. Dále se zúčastnily bojů u Wej-chaj-wej na začátku roku 1895, kde byly zablokovány v přístavu. Ting-jüan byl zasažen torpédem a následně najel na břeh, kde byl využíván jako dělostřelecká baterie. Když se flota vzdala Japoncům, Ting-jüan byl zničen. Čen-jüan ukořistili Japonci a jako Čin’en se stal první bitevní lodí japonského císařského námořnictva. Nakonec byl v roce 1911 vyřazen a následujícího roku sešrotován.

## Pozadí vzniku

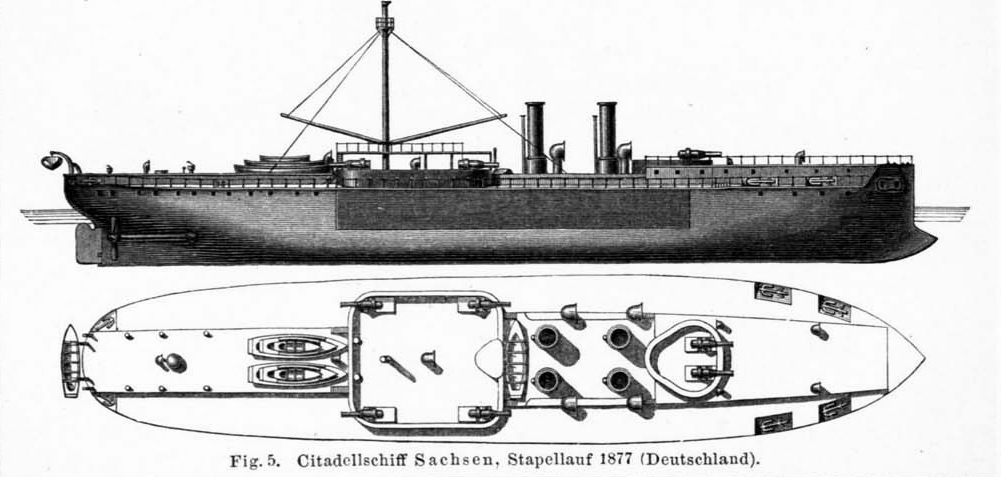
Schéma obrněné fregaty SMS Sachsen se čtyřmi komíny a s hlavní výzbrojí instalovanou do dvou velkých barbet

Námořní konflikty se západními mocnostmi na počátku 19. století, jako byla první a druhá opiová válka, během nichž evropské válečné lodě rozhodujícím způsobem porazily tradiční čínské džunky, podnítily rozsáhlý program vyzbrojování. Ten začal v 80. letech 19. století za místokrále provincie Č’-li Li Chung-čanga. Programu pomáhali poradci z britského královského námořnictva a první skupina lodí, jež čítala několik obrněných dělových člunů a dva malé křižníky, byla zakoupena v britských loděnicích. Po sporu s Japonskem o ostrov Formosa (1874) se čínské námořnictvo rozhodlo zakoupit velké obrněné lodě, které by se vyrovnaly tehdy stavěným obrněncům a korvetám japonského císařského námořnictva tříd  Fusó a Kongó. Británie nebyla ochotna prodat Číně válečné lodě těchto rozměrů z obav, že by urazila carské Rusko, přestože Japonsku podobná plavidla prodala. Li se tak obrátil na německé loděnice.
Německé loděnice AG Vulcan Stettin a Kaiserliche Werft Kiel dokončovaly stavbu čtyř obrněných fregat třídy Sachsen pro Kaiserliche Marine, které Číně nabídlo prodej lodí postavených podle upraveného projektu. Li chtěl koupit až dvanáct velkých obrněných jednotek, ale kvůli omezeným financím byly objednány pouze dvě, přičemž místo plánované třetí jednotky byl objednán menší chráněný křižník Ťi-jüan. Namísto montáže hlavních děl do dvojice velkých otevřených barbet, jako tomu bylo u šesti 260mm kanónů třídy Sachsen, byly v novém návrhu čtyři kanóny umístěny do dvou otočných barbet na přídi každé z lodí. Stavba dvou lodí této třídy, Ting-jüan a Čen-jüan, stála přibližně 6,2 milionu německých zlatých marek, což odpovídá 1 milionu čínských taelů.

## Konstrukce

### Obecná charakteristika a pohon

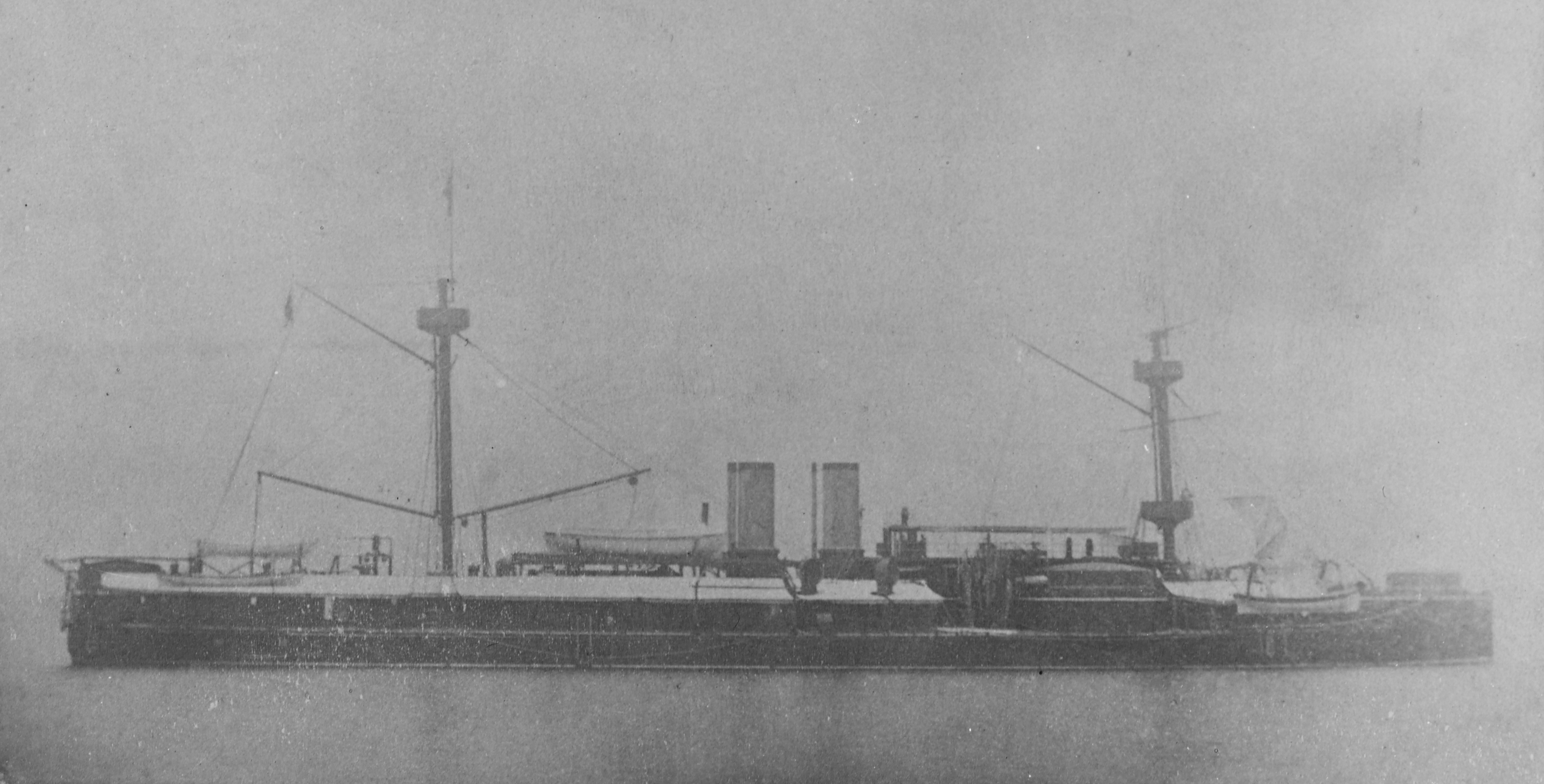
Ting-jüan ještě s ráhny a už i s druhým košem na předním stěžni

Lodě třídy Ting-jüan byly dlouhé 91,0 m mezi svislicemi a 94,5 m celkově. Jejich maximální šířka činila 18,3 m, ponor 6,1 m a hloubka trupu byla 8,3 m. Měly projektovaný, či normální, výtlak 7 144 T (7 259 t) a až 7 670 T (7 793 t) při plném zatížení. Trupy lodí byly vyrobeny z oceli a na přídi pod čarou ponoru byl umístěn kloun. Směřování lodí zajišťovalo jediné kormidlo. Každá loď měla posádku čítající dohromady 350 nebo 363 důstojníků a mužstva.
Každá loď měla dva stěžně, každý s jedním bojovým košem (tzv. mars). Později byl na přední stěžeň (asi v 1/3 výšky pně) přidán ještě jeden koš se světlometem. Přední stěžeň nesl příčné oplachtění a vratiplachtu a nacházel se těsně před děly hlavní baterie. Hlavní stěžeň (na zádi) nesl pouze podélné oplachtění. Obě lodě plachty využily pro plavbu z německé loděnice do Číny, ale následně byly plachty odstraněny.
Bouřková paluba se nacházela nad dělovými věžemi a táhla se od předního stěžně až ke komínům. Každá loď nesla za komíny dvojici torpédovek druhé třídy spolu s výložníky pro jejich vykládání.
Každou loď poháněla dvojice horizontálních tříválcových parních strojů s dvojnásobnou expanzí, každý z nich roztáčel čtyřlistou vrtuli o průměru 5,0 metrů. Páru dodávalo osm válcových kotlů a kouř byl sveden do dvojice komínu uprostřed lodi. Kotle byly rozděleny do čtyř kotelen (dvě kotelny za sebou na levoboku a dvě na pravoboku). Uváděný výkon strojů byl 6 200 koní (4 500 kW) s maximální rychlostí 14,5 uzlu (26,9 km/h). Obě jednotky však při zkouškách tyto hodnoty překračovaly, přičemž rychlejší Čen-jüan dosahoval výkonu až 7 200 koní (5 400 kW) a rychlosti 15,4 uzlu (28,5 km/h). Lodě měly kapacitu až pro 1 000 T (1 016 t) uhlí, což jim umožňovalo uplout 4 500 námořních mil (8 300 km) při rychlosti 10 uzlů (19 km/h). Běžně se ale nakládalo pouze 650 až 700 T (660 až 711 t) uhlí.

### Výzbroj a pancéřování

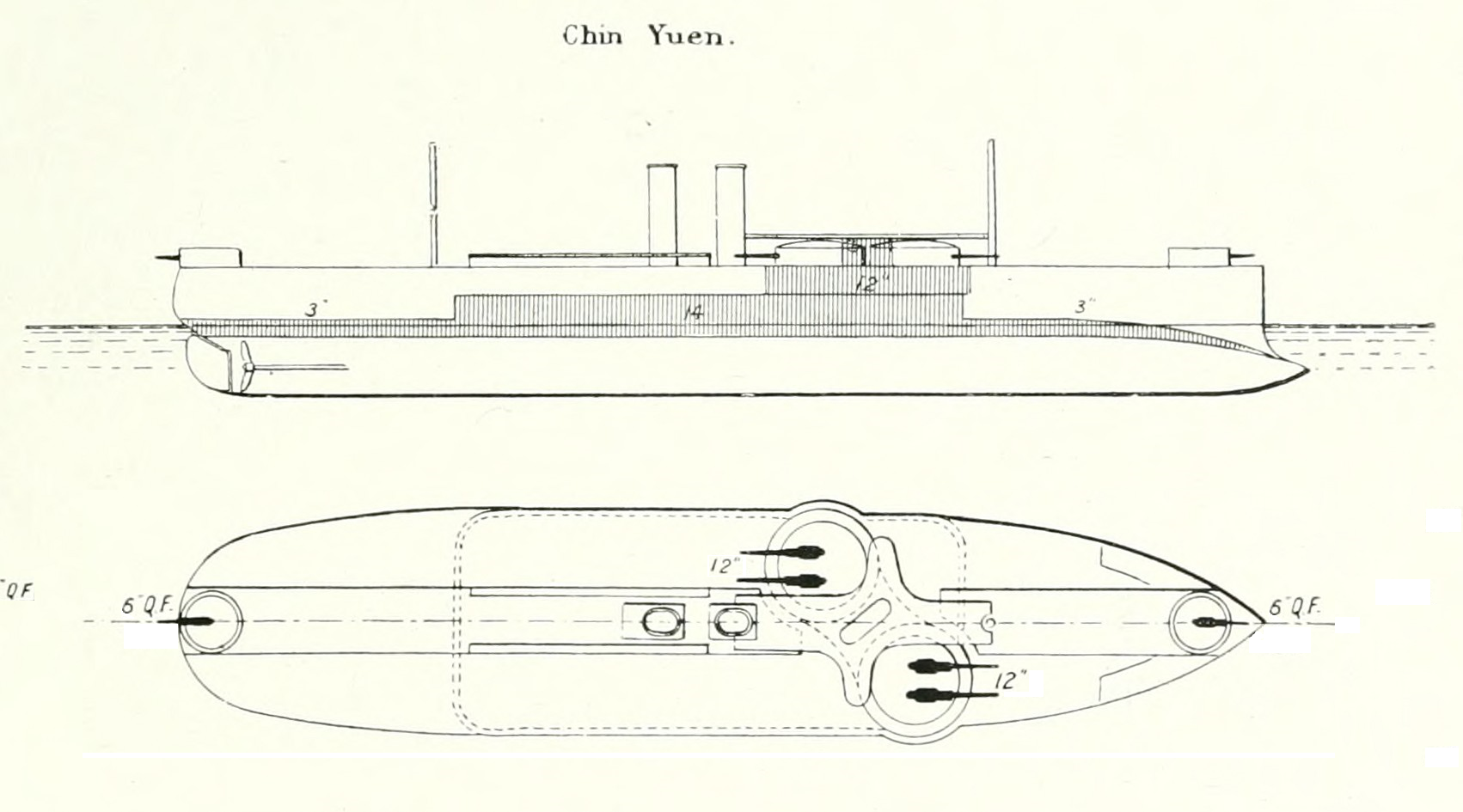
Zjednodušené schéma pancéřování a výzbroje Čen-jüan – chybí pancéřování věží a zeslabení citadely pod vodoryskou

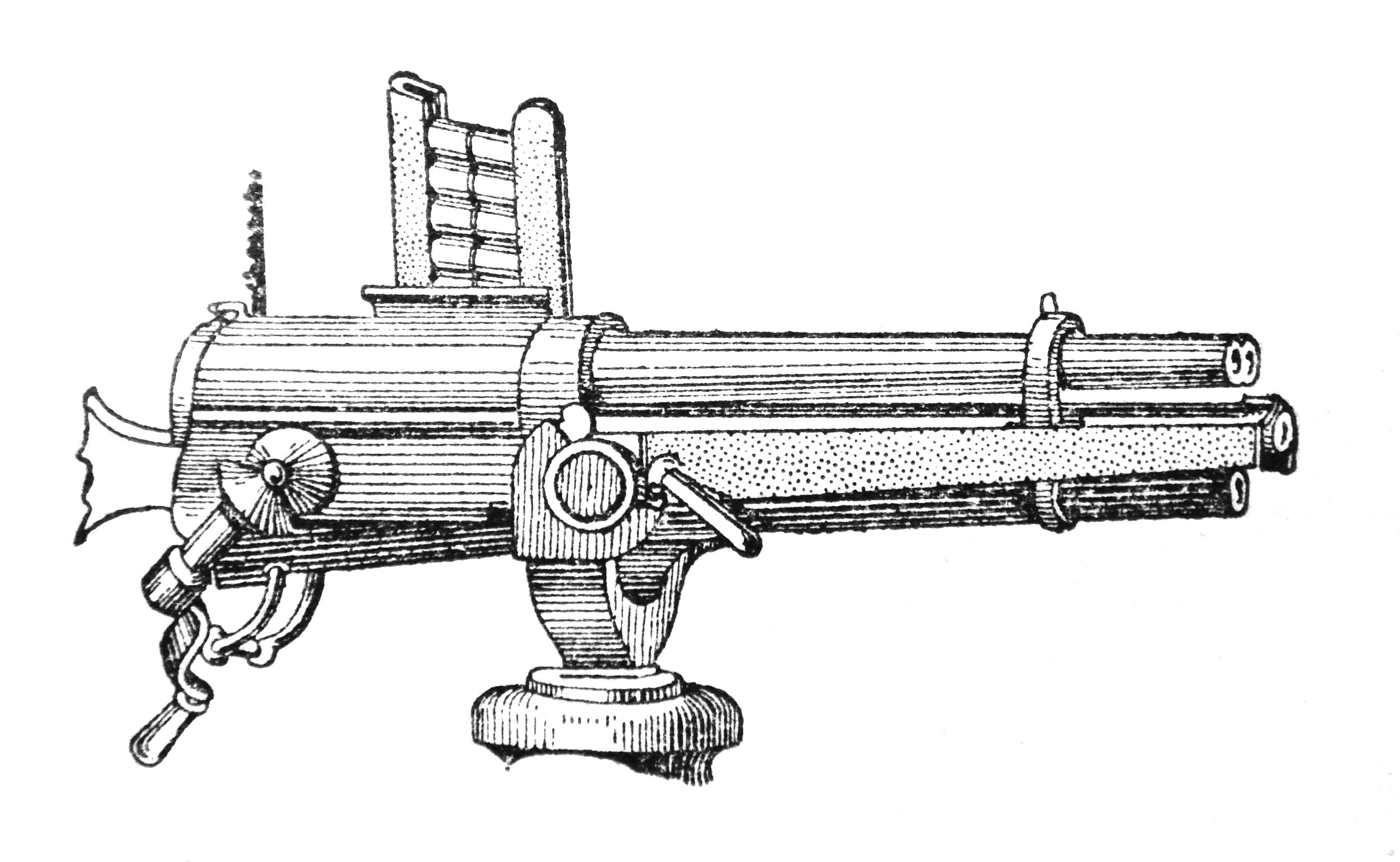
37mm pětihlavňový Hotchkiss v lodní lafetaci

Hlavní baterii jednotlivých lodí tvořily čtyři zazadu nabíjené kanóny Krupp ráže 305 mm s délkou hlavně 25 ráží, jenž byly umístěny ve dvou barbetách. Někdy se uvádí, že barbety byly na obou jednotkách rozmístěny odlišně, byly však rozmístěny stejně, a to s pravoboční barbetou před levoboční. Každé dělo vážilo 31,5 tun, a tak se kvůli jejich umístění lodě nakláněly dopředu. Otáčení i změna elevace byly ovládány hydraulikou se záložním manuálním ovládáním. Každá barbeta měla posádku 21 mužů a kryla ji 24,4 mm silná kupole – spíš pouze ochrana před střepinami a lehkými zbraněmi, než skutečná obrněná věž.
Sekundární baterii tvořily dva zezadu nabíjené kanóny Krupp ráže 150 mm s délkou hlavně 35 ráží, jenž byly umístěny samostatně, po jednom na přídi a zádi. 150mm děla kryly kupole, přičemž údaje o jeho tloušťce se rozcházejí a pohybují se 76 mm (stěny, strop měl být 25,4 mm), přes 50,8 mm (stěny, strop pořád 25,4 mm) až po pouhých 12,7 mm.
Pro obranu proti torpédovkám nesly jednotky osm 37mm pětihlavňových kanónů Hotchkiss: po jednom v každém bojovém koši na stěžních a šest na nástavbě.
Pro potřeby podpory výsadku mohly být do člunů naloženy dva 75mm kanóny Krupp s délkou hlavně 30 ráží, které jinak bylo možné umístit na palubu.
Výzbroj doplňovaly tři nadhladinové 380mm torpédomety pro torpéda Schwartzkopff. Jeden byl umístěn na zádi a další dva se nacházely před hlavní baterií. Někdy se uvádí, že šlo o 381mm torpédomety.
Pancéřová paluba pod vodoryskou se táhla po celé délce lodí a tvořila takzvaný „turtleback“ (želví krunýř) – na bocích se svažovala dolů – o tloušťce 75 mm. Na přídi se svažovala ke klounu. Strojovny, kotelny a muniční skladiště chránila citadela, která sahala od pancéřové paluby až k hlavní palubě, měla půdorys obdélníku se zaoblenými rohy a tvořil ji sdružený pancíř o celkové tloušťce 356 mm. Na bocích sahala (díky tvarování pancéřové poaluby) až dvě stopy (61 cm) pod vodorysku, pod níž byla zeslabena na 203 nebo 208 mm. Příď a záď nad pancéřovou palubou byly nechráněné. Barbety hlavní baterie měly tloušťku 305 mm sdruženého pancíře. Velitelská věž, která se nacházela mezi věžemi hlavní baterie, měla pancéřování o tloušťce 203 mm.

## Jednotky třídy
| Jméno                          | Loděnice          | Položení kýlu   | Spuštění           | Přijetí do služby |
| ------------------------------ | ----------------- | --------------- | ------------------ | ----------------- |
| Ting-jüan (TZ: 定遠, ZZ: 定远) | AG Vulcan Stettin | 31. května 1881 | 28. prosince 1881  | 2. května 1883    |
| Čen-jüan (TZ: 鎮遠, ZZ: 镇远)  | AG Vulcan Stettin | březen 1882     | 28. listopadu 1882 | březen 1884       |

## Historie služby

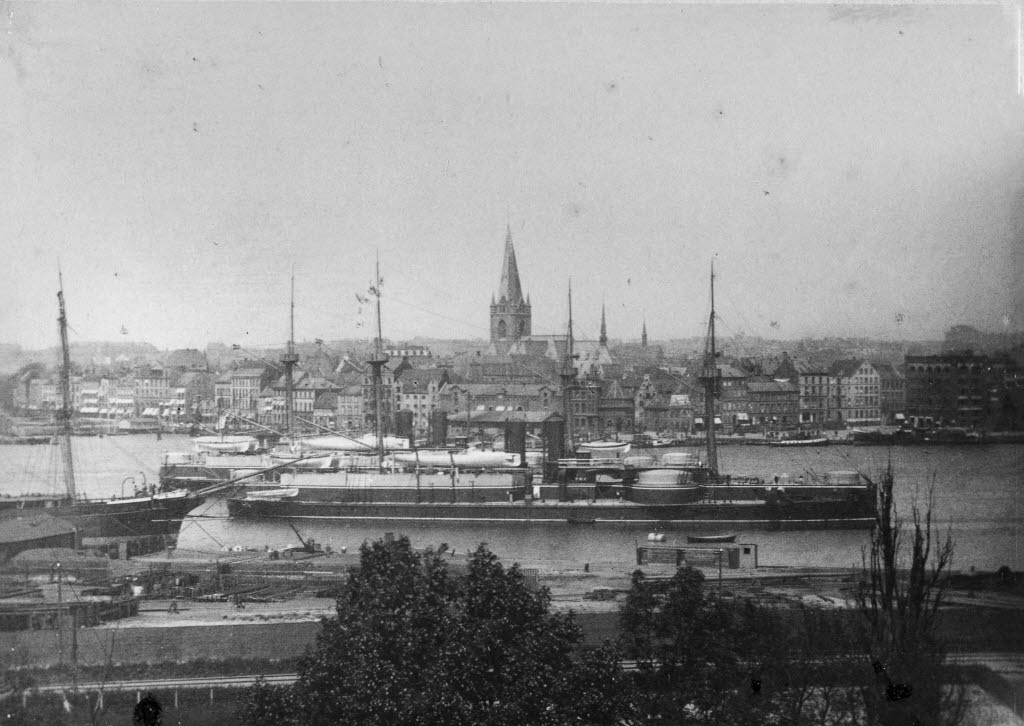
Ting-jüan a Čen-jüan v Kielu před vyplutím do Číny

Lodě Ting-jüan a Čen-jüan byly dokončené počátkem roku 1883, respektive 1884, a měly vyplout do Číny s německou posádkou. V roce 1884 však vypukla čínsko-francouzská válka a lodě musely zůstat v Německu. Německá posádka se rozhodla vzít Ting-jüan na moře na zkušební střelbu, jež rozbila skla na můstku a poškodila její komín. Po skončení války v dubnu 1885 bylo oběma obrněným lodím povoleno odplout do Číny, kam se vydaly společně s Ťi-jüan. Všechny tři dorazily do Číny v říjnu a byly zařazeny do floty Severního loďstva. Ting-jüan se stal vlajkovou lodí nové formace a v době první čínsko-japonské války jí velel komodor Liou Pu-čchan, na její palubě byl přítomen také admirál Ting Žu-čchang. Lodi Čen-jüan pak velel kapitán Lin Tchaj-ceng. Válka vypukla v roce 1894 a obě jednotky třídy se poprvé zúčastnily bojů v bitvě u řeky Jalu dne 17. září.
Obě lodě tvořily střed čínské bitevní linie a měly rozkaz se vzájemně podporovat. Výstřel z Ting-jüanu ve vzdálenosti 5 500 m od Japonců byl prvním útokem čínské floty, který navíc zničil můstek lodi a zranil admirála a jeho personál. Její signalizační stožár byl rovněž vyřazen, což způsobilo, že čínská flota po celou dobu bitvy operovala výhradně v předem určených dvojicích. V průběhu bitvy soustředila hlavní část japonské floty palbu na obě obrněné lodě, ale plavidla potopena nebyla a zůstala na hladině i po japonském ústupu s přicházející tmou. Každá loď byla zasažena stovkami střel, jejich pancéřové boční pásy však nebyly proraženy. Čen-jüan byl 7. listopadu poškozen při najetí na neoznačený útes, kvůli čemuž byl vyřazen z aktivní služby až do ledna následujícího roku.

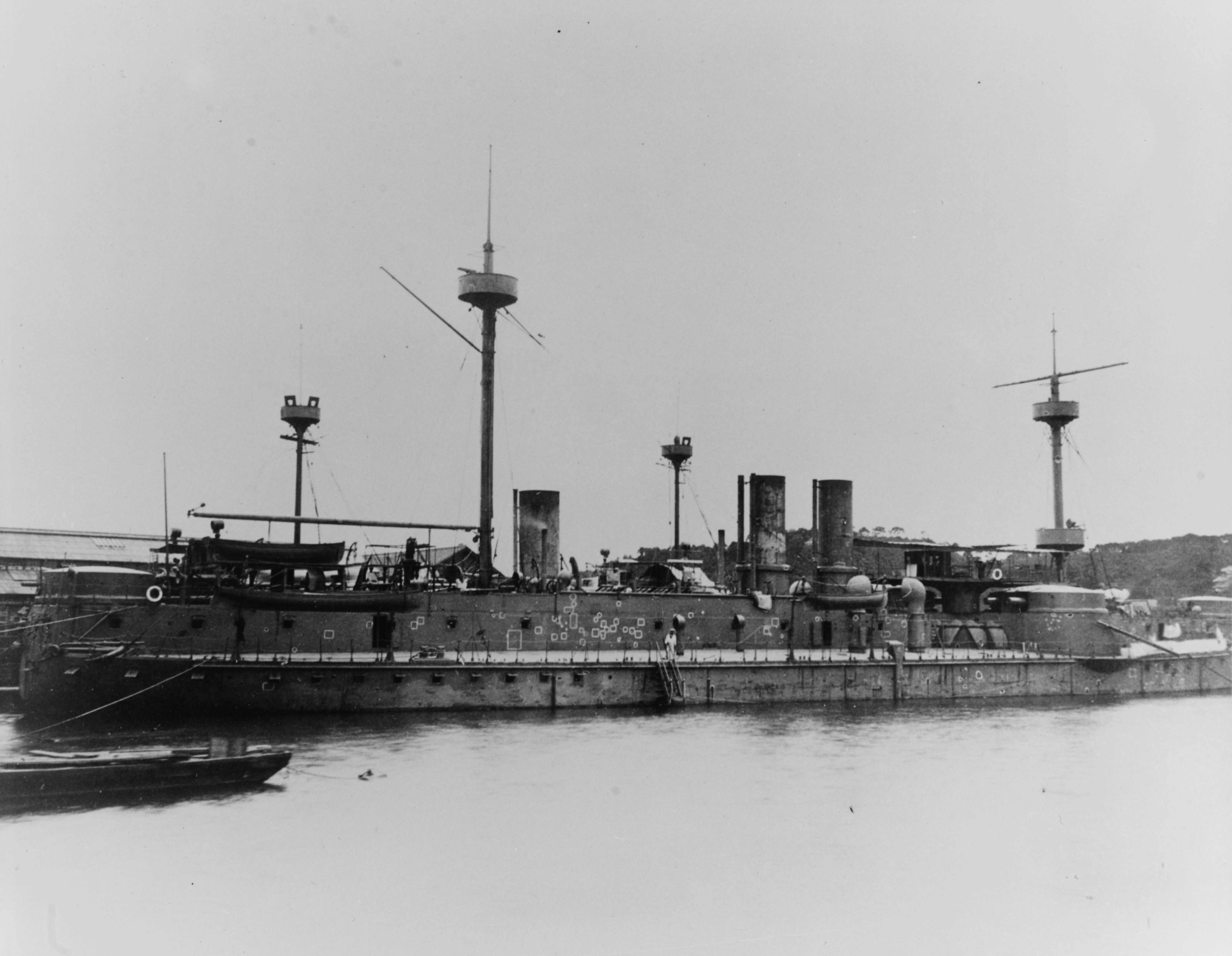
Čen-jüan po zajetí Japonci ve Wej-chaj-wej, 1895

Obě lodě se během bojů u Wej-chaj-wej na začátku roku 1895 nacházely ve wejchajwejském přístavu, přičemž Čen-jüan byl jen částečně schopný plavby. Nedokázaly zabránit dobytí přístavního opevnění Japonci a byly vystaveny nočním útokům torpédovek. Ting-jüan byl zasažen torpédem a začal se potápět. Posádka s lodí rychle najela na břeh, kde se loď usadila v bahně, a nadále byla využívána jako dělostřelecká baterie. Vlajkovou lodí se nato stal Čen-jüan. Po Žu-čchangově sebevraždě byla dohodnuta kapitulace přístavu a floty. Ting-jüan byl pravděpodobně vyhozen do povětří Číňany.
Čen-jüan byl následně „přejmenován“ na Čin’en a byl zařazen do japonského císařského námořnictva; stal se první skutečnou bitevní lodí ve flotě. Do služby byla přijata 16. března a následně přezbrojena. Protože se k flotě připojovaly další japonské bitevní lodě, byla 21. března 1898 přeřazena do druhé třídy bitevních lodí a 11. prosince 1905 pak do první třídy lodí pobřežní obrany. Během svého působení pod japonskou vlajkou sloužila v rusko-japonské válce, kde doprovázela konvoje. Vyřazena byla 1. dubna 1911 a byla použita jako cvičný cíl pro japonský pancéřový křižník Kurama. Poté byla 6. dubna 1912 prodána do šrotu, přičemž se její kotva dochovala poblíž města Kóbe.